# Philippe Bouvatier
Philippe Bouvatier est un coureur cycliste français né le 12 juin 1964 à Rouen et mort le 7 avril 2023 dans la même ville,.

## Biographie
Philippe Bouvatier se révèle dans les rangs juniors en terminant troisième du championnat du monde 1981 (devancé par Beat Schumacher et Oleh Petrovich Chuzhda) et en remportant le championnat de France 1982.
Bon spécialiste du contre-la-montre, il remporte à deux reprises le Duo normand, dont la première édition qui était réservée aux amateurs. Il participe aux Jeux olympiques de 1984 et prend la sixième place lors du contre-la-montre par équipes avec l'équipe de France. Il remporte notamment par la suite une étape du Tour méditerranéen en 1991.
Après avoir gagné presque tout chez les amateurs, son passage chez les professionnels a été assez discret. À son retour des Jeux olympiques, il débute auprès de Cyrille Guimard chez Renault. Il rejoint ensuite l'équipe espagnole BH, il poursuit sa carrière chez RMO, Castorama, Aubervilliers 93, Le Groupement.
Il participe à quatre reprises au Tour de France. Lors de l'édition 1988, dans la quatorzième étape entre Blagnac et le sommet de Guzet-Neige, après une superbe échappée, il finit par prendre le dessus sur Robert Millar pendant la montée vers l'arrivée. Durant la préparation du sprint, il est victime d’une erreur d’aiguillage à 200 m de l'arrivée. Philippe Bouvatier perd l’étape tout comme Robert Millar qui le suivait de près. Et c’est Massimo Ghirotto, lâché pendant la montée, qui l’emporte en solitaire. Il perd l'étape mais, déclaré « vainqueur moral de l’étape », il reçoit les prix réservés au vainqueur dont une voiture, une Peugeot 309.
À partir de 2009, il est le président du Vélo Sport Pays de Lamballe.
Victime d'un double accident vasculaire cérébral, il meurt le 7 avril 2023 à l'âge de 58 ans.

## Palmarès

### Carrière amateur
- Amateur
  - 1978-1984 : environ 110 victoires
- 1980
  - Champion de Normande sur route cadets
  - 2e du championnat de France UNSS cadets
- 1981
  - Champion de Normande sur route juniors
  - Prix de la Saint-Laurent juniors
  -  Médaillé de bronze du championnat du monde sur route juniors
- 1982
  -  Champion de France sur route juniors
  - Champion de Normande sur route juniors
  - Champion de Normande du contre-la-montre par équipes juniors
  - Maillot des Jeunes
  - Duo normand (avec Bruce Péan)
- 1983
  - Paris-Auxerre
  - Paris-Mantes
  - Grand Prix des Nations amateurs
  - 2e du championnat de France du contre-la-montre par équipes
  - 2e du Grand Prix de France
  - 3e du Grand Prix des Flandres françaises
  -  Médaillé de bronze du contre-la-montre par équipes aux Jeux méditerranéens
- 1984
  - Paris-Évreux
  - Paris-Lisieux
  - 2e de Paris-Troyes
  - 6e du contre-la-montre par équipes aux Jeux olympiques

### Carrière professionnelle
| - 1984 - 3e du Tour de l'Avenir - 1988 - Polynormande - Duo normand (avec Thierry Marie) - Trio normand (avec Vincent Barteau et Thierry Marie) - 3e du Chrono des Herbiers - 1989 - Trio normand (avec Joël Pelier et Roland Le Clerc) - 1990 - 4e étape du Tour de la Communauté européenne | - 1991 - 3e étape du Herald Sun Tour - 4e étape du Tour méditerranéen - 1992 - 2e du Circuit de la Sarthe - 1994 - 3e du Grand Prix d'Isbergues |  |

## Résultats sur les grands tours

### Tour de France
4 participations :
- 1986 : abandon (15e étape)
- 1987 : 66e
- 1988 : 32e
- 1989 : hors-délai (7e étape)

### Tour d'Italie
2 participations :
- 1992 : abandon (8e étape, victime d'une crise d'appendicite aigüe)
- 1993 : abandon (10e étape)

### Tour d'Espagne
4 participations :
- 1986 : abandon (20e étape)
- 1987 : 38e
- 1988 : abandon
- 1989 : 42e